# Horna

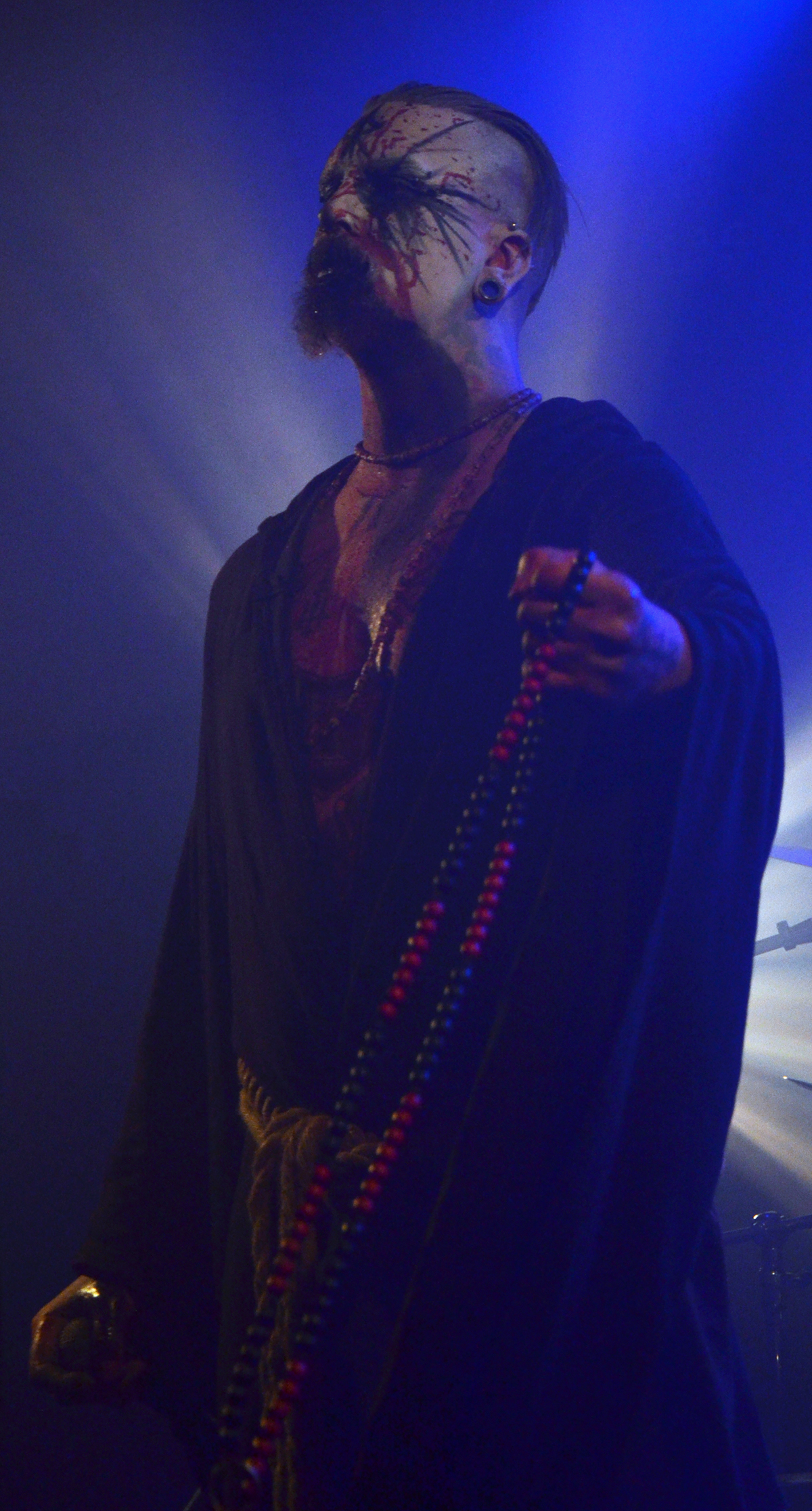
Horna au Sequane Fest 2014

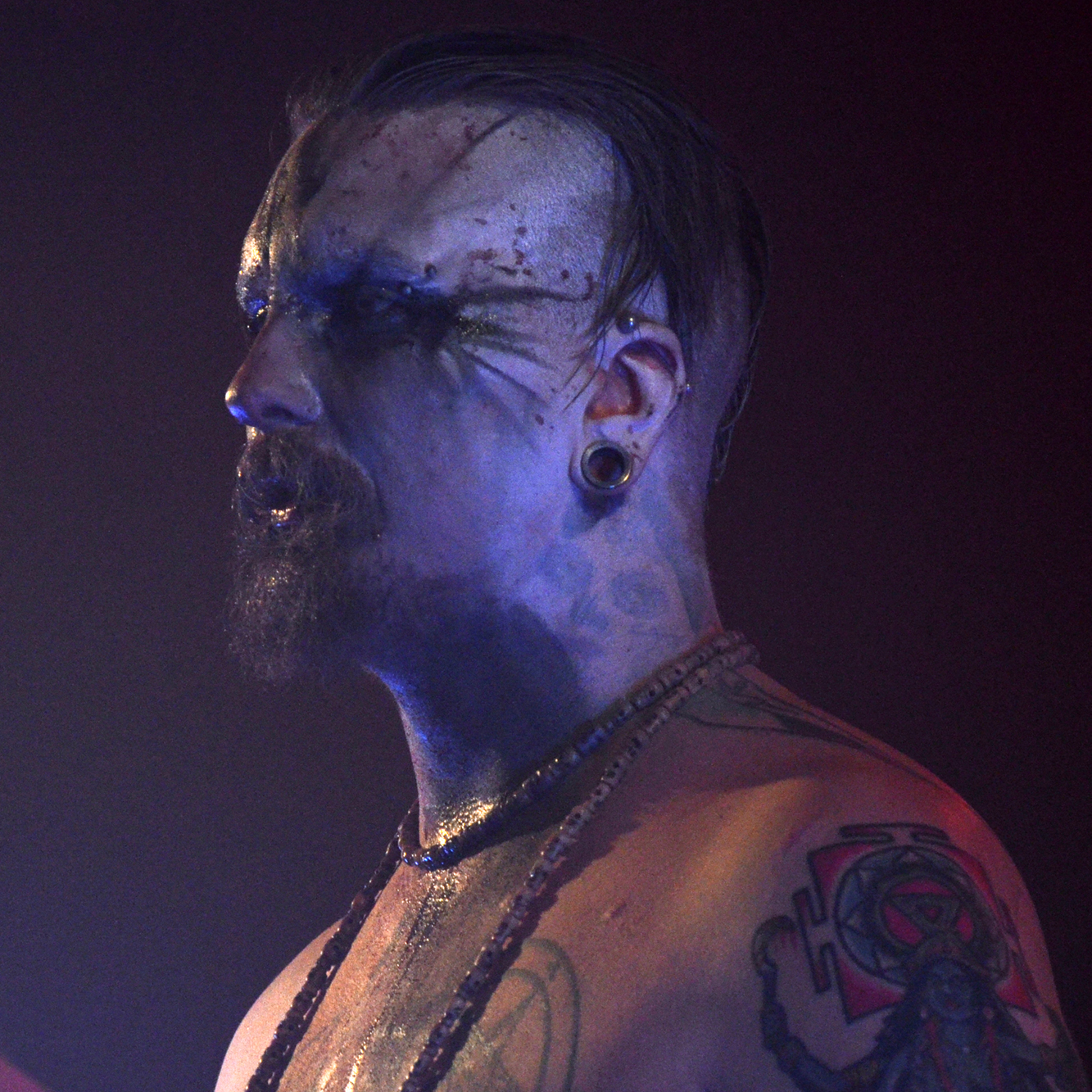

Horna est un groupe de black metal finlandais, originaire de Lappeenranta. « Horna » signifie en finnois « les abysses » ou « l'Enfer ». Le groupe choisit ce nom car ils appréciaient la consonance. Shatraug, l'un des créateurs du groupe, remplace souvent les membres qui manquent de motivation.

## Biographie
Le guitariste Shatraug et le bassiste Moredhel (Jyri Vahvanen, par la suite fondateur du groupe Battlelore,) forment le groupe Shadowed en 1993 à Lappeenranta. Ils changent ensuite de nom pour Horna quand ils sont rejoints par le batteur Gorthaur, et garderont ce nom définitivement. Shatraug est à cette période influencé par le black metal norvégien et s'inspire de groupes tels que Emperor. Horna, dans sa globalité, s'inspirait de Beherit. En septembre 1995, le groupe sort sa première démo, Varjoissa, produite par ses propres moyens.
Une année plus tard, Nazgul rejoint le groupe, mieux connu sous le nom de Satanic Tyrant Werewolf. En 1997, le groupe enregistre sa deuxième démo intitulée Hiidentorni. En 1998, le groupe sort son premier véritable album studio, à la suite de nombreuses démos et EP. L'album s'intitule Kohti Yhdeksän Nousua et sort sous le label Solistitium Records. L'album suivant, Haudankylmyyden Mailla, sortira sous ce même label. En juin 1999, le guitariste Moredhel et le bassiste Skratt quittent le groupe. Thanatos remplacera Skratt à la basse tandis que Moredhel retourne dans le groupe en août de la même année. Peu après, le groupe signe avec le label norvégien Oskorei Productions et sort en version vinyle leur album Haudankylmyyden Mailla. Ce sera l'unique production du groupe sortie sous ce label.
Pendant le début des années 2000, le groupe sort de nombreux splits avec d'autres groupes de black metal. Parmi eux, on peut compter Behexen, Peste Noire et beaucoup d'autres groupes beaucoup moins connus de la scène metal. En 2002, le chanteur Nazgul von Armageddon quitte le groupe et va fonder de son côté le groupe de black metal Satanic Warmaster. Il sera remplacé par la suite par Corvus. En juillet 2003, le guitariste Aarni T. Otava quitte à son tour le groupe. Il sera remplacé par Infection.
En 2008, Horna part pour une tournée en Amérique du Nord. Ils jouent pour Halloween 2008 au Black Castle pour le promoteur Chris Hate War.

## Membres

### Membres Actuels
- Shatraug - guitare (depuis 1994)
- Infection - basse (2002-2008), guitare (depuis 2008)
- Spellgoth - chant (depuis 2009)
- LRH - batterie (depuis 2016)
- VnoM - basse (depuis 2018)

### Anciens Membres
- Moredhel (Jyri Vahvanen) - basse (1994-2000)
- Gorthaur - batterie (1994-2005)
- Nazgul von Armageddon - chant (1996-2001)
- Skratt - basse, claviers (1997-1998)
- Thanatos (A.T. Otava) - guitare (1999-2003)
- Vrasjarn - basse (2000-2001)
- Corvus - chant (2002-2009)
- Saturnus - guitare (2003-2008)
- Vainaja - batterie (2006-2016)
- Hex Inferi - basse (2012-2018)

### Anciens Membres de Session
- Lord Sargofagian (du groupe Baptism) - batterie (2004-2006)
- Qraken - basse (2008-2013)

## Discographie

### Albums studio
- 1997 : Hiidentorni
- 1998 : Kohti Yhdeksän Nousua
- 1999 : Haudankylmyyden Mailla
- 2001 : Sudentaival
- 2005 : Envaatnags Eflos Solf Esgantaavne
- 2007 : Ääniä Yössä
- 2007 : Sotahuuto
- 2009 : Sanojesi Äärelle
- 2013 : Askel Lähempänä Saatanaa
- 2015 : Hengen Tulet
- 2018 : Kasteessa Kirottu
- 2020 : Kuoleman Kirjo

### EPs
- 1999 : Perimä Vihassa Ja Verikostossa
- 1999 : Sota
- 2002 : Korpin Hetki
- 2002 : Risti ja Ruoska
- 2003 : Viha ja Viikate
- 2004 : Talismaani
- 2004 : Vuohipaimen
- 2007 : Pimeyden Hehku
- 2011 : Adventus Satanae
- 2018 : Kuolleiden Kuu

### Démos
- 1995 : Varjoissa
- 1997 : Hiidentorni
- 2006 : Kun Synkkä Ikuisuus Avautuu

### Compilations
- 2000 : Hiidentorni / Perimä Vihassa Ja Verikostossa
- 2004 : Ordo Regnum Sathanas
- 2009 : Musta Kaipuu

### Splits
- 1999 : split avec Fog
- 2003 : split avec Desolation Triumphalis
- 2003 : split avec Ouroboros
- 2004 : split avec Woods of Infinity
- 2004 : split avec Behexen
- 2005 : "Vihan Vuodet" split avec Musta Surma
- 2005 : split avec Kerberos
- 2005 : split avec Tenebrae in Perpetuum
- 2005 : split avec Blackdeath
- 2006 : split avec Legion of Doom
- 2006 : split avec Sacrificia Mortuorum
- 2007 : split avec Peste Noire
- 2009 : split avec Nefarious
- 2014 : split avec Den Saakaldte
- 2014 : split avec Demonic Christ
- 2015 : "Atavistic Resurgence" split avec Acherontas
- 2018 : split avec Pure